# Carolina Amalia di Assia-Kassel
Carolina Amalia di Assia-Kassel (Hanau, 11 luglio 1771 – Gotha, 22 febbraio 1848) era la seconda figlia del langravio, e in seguito principe elettore, Guglielmo I d'Assia-Kassel e di sua moglie, la principessa Guglielmina Carolina di Danimarca, figlia del re Federico V.

## Biografia
Dopo che il principe Federico di Assia-Kassel (24 maggio 1771–24 febbraio 1845), il primogenito dei suoi zii Carlo d'Assia-Kassel e Luisa di Danimarca, cui era stata inizialmente promessa, ruppe il fidanzamento nel 1799, e dopo che la stessa Carolina Amalia aveva respinto la proposta fattale dal principe di Assia-Homburg, perché innamorata del conte Ludwig von Taube, la principessa venne costretta a sposare, il 24 aprile del 1802 Augusto Emilio Leopoldo di Sassonia-Gotha-Altenburg, che divenne duca nel 1804. Il matrimonio rimase privo di figli, ma Carolina Amalia si dedicò all'educazione della sua figliastra, la principessa Luisa, figlia della prima moglie del marito, Luisa Carlotta di Meclemburgo-Schwerin.
La pittrice Caroline Louise Seidler, che soggiornò nell'inverno del 1811 nella corte di Gotha per ritrarre la famiglia ducale, la descrisse in modo abbastanza critico come "una dama buona, cortese, ma non certamente eccelsa." Il rapporto della duchessa con il marito Augusto venne così descritto: "Ella amava suo marito in modo entusiasta, meravigliandosi del suo ingegno".
Tuttavia il loro modo intendere la vita non aveva alcun punto in comune e Carolina Amalia si ritrovò estraniata da Augusto dopo pochi anni di matrimonio, descrivendo il marito come una persona eccentrica, spesso accentuatamente femminile e dispendiosa. Dal 1810 circa ella diradò le apparizioni pubbliche, anche a causa dell'entusiasmo dimostrato dal marito per Napoleone, che lei non condivideva, dato che i suoi genitori, sovrani dell'Assia-Kassel, erano stati costretti da Bonaparte ad andare in esilio nel 1806, mentre il loro stato andava a far parte del Regno di Vestfalia.
Dopo la costruzione del Palazzo d'inverno di Gotha, destinato ad essere sua sede vedovile (e per questo ribattezzato ironicamente, una volta che la cosa si riseppe, "Palazzo delle vedove"), Carolina Amalia si trasferì nell'Orangerie di Gotha, situata nel Palazzo comunale, che il duca Augusto le aveva concesso nel 1821.
Dopo la morte del marito nel 1822, nel 1824 fondò nella sua residenza di Gotha una scuola, che dal 1828 portò in suo onore il nome di Karolinenschule, in cui le fanciulle figlie delle famiglie più povere fossero istruite dopo la cresima e venissero formate per divenire cameriere. Inoltre nel corso della sua esistenza ella diede vita alla cosiddetta "Fondazione di Carolina", che pagava sugli interessi di legato 438 marchi all'anno per aiutare i poveri e 300 marchi per le borse di studio per gli studenti delle scuole superiori.
Nel Palazzo d'inverno, nell'agosto del 1845, ricevette la visita della regina Vittoria e del suo consorte Alberto, durante la loro permanenza in Germania. Alberto (il secondogenito della figliastra Luisa) fu per tutta la vita il nipote preferito della duchessa vedova. Dal 1822 al 1835 egli, con il fratello Ernesto, aveva trascorso diverse settimane tutto l'anno al Palazzo d'inverno, sotto le cure di Carolina Amalia.
Fino alla sua morte, mantenne con lei una vivace corrispondenza, in cui le si rivolse definendola "nonna amata" e firmava le lettere " il fedele nipote Alberto". Dal canto suo, Ernesto ricordò Carolina Amalia con le seguenti parole: "Ella, nella sua lunga vita, ebbe appena un nemico e godé sino alla morte... di una considerazione davvero rara."
Carolina Amalia morì il 22 febbraio 1848 nel Palazzo d'inverno.
Cinque giorni dopo, il 27 febbraio, venne sepolta nell'isola all'interno del parco del giardino del castello di Gotha. La sua sepoltura nella cripta, dove già riposava suo marito, fu fatta, seguendo la sua espressa volontà, "senza parate".
Carolina Amalia fu l'ultima duchessa di Sassonia-Gotha-Altenburg, fondato da Ernesto I. La linea maschile del casato s'era estinta già nel 1825 con la morte di suo cognato, il duca Federico IV.

## Personalità
Carolina Amalia era nota per la sua natura caritatevole. Specialmente dopo il matrimonio della figliastra Luisa con il duca Ernesto I di Sassonia-Coburgo-Gotha, nel 1817, e dopo la morte del marito Augusto nel 1822, divenne una "madre dei bisognosi e dei poveri", godendo della massima stima presso il popolo.
Il sovrintendente e cittadino onorario di Gotha, Otto Dreyer, attestò che Carolina Amalia fu "una vera e propria madre del popolo dotata di abnegazione e di un cuore fluente, dovunque presente per alleviare il dolore ed asciugare le lacrime, e dotata di un'incessante volontà di aiutare persino nelle circostanze più difficili".
Fu un'appassionata amante della musica e protesse il compositore e virtuoso del violino Louis Spohr, che ottenne nel 1805 il posto di maestro di concerto presso la corte di Gotha, mantenendolo fino al 1813.
Ad Altenburg, la seconda città più importante del ducato, venne fondata nel 1810 la "Scuola superiore per fanciulle che porta il suo nome, avendole la duchessa lasciato in eredità una grossa somma di denaro. Nel 2000 la scuola, che sotto la DDR aveva rimosso il nome Karolinum, ha assunto nuovamente il suo nome originario, venendo da allora ufficialmente denominata Staatliche Grundschule Karolinum.
Già nel corso della sua vita, la piazza accanto al Palazzo d'inverno fu denominata Karolinenplatz e la strada che dal palazzo conduce al castello Friedenstein fu chiamata Karolinenstraße.
Dopo la sua morte, tuttavia, la sua figura venne dimenticata: nel 1858 la Karolinenstraße venne rinominata Friedrich-Jacobs-Straße e nel 1950 la Karolinenplatz divenne la Leninplatz (oggi Ekhofplatz).

## Ascendenza
|                                   |                           |                                         | Genitori                                 |  |  | Nonni |  |  | Bisnonni                      |  |  | Trisnonni              |  |
|                                   |                           |                                         |                                          |  |  |       |  |  | Guglielmo VIII d'Assia-Kassel |  |  | Carlo I d'Assia-Kassel |  |
|                                   |                           |                                         |                                          |  |  |       |  |  | Guglielmo VIII d'Assia-Kassel |  |  | Carlo I d'Assia-Kassel |  |
|                                   |                           | Amalia di Curlandia                     |                                          |  |  |       |  |  | Guglielmo VIII d'Assia-Kassel |  |  |                        |  |
| Federico II d'Assia-Kassel        |                           |                                         |                                          |  |  |       |  |  | Guglielmo VIII d'Assia-Kassel |  |  |                        |  |
|                                   |                           | Dorotea Guglielmina di Sassonia-Zeitz   | Maurizio Guglielmo di Sassonia-Zeitz     |  |  |       |  |  |                               |  |  |                        |  |
|                                   |                           | Dorotea Guglielmina di Sassonia-Zeitz   | Maurizio Guglielmo di Sassonia-Zeitz     |  |  |       |  |  |                               |  |  |                        |  |
|                                   |                           | Dorotea Guglielmina di Sassonia-Zeitz   | Maria Amalia di Brandeburgo              |  |  |       |  |  |                               |  |  |                        |  |
| Guglielmo I d'Assia-Kassel        |                           | Dorotea Guglielmina di Sassonia-Zeitz   |                                          |  |  |       |  |  |                               |  |  |                        |  |
|                                   |                           | Giorgio II di Gran Bretagna             | Giorgio I di Gran Bretagna               |  |  |       |  |  |                               |  |  |                        |  |
|                                   |                           | Giorgio II di Gran Bretagna             | Giorgio I di Gran Bretagna               |  |  |       |  |  |                               |  |  |                        |  |
|                                   |                           | Giorgio II di Gran Bretagna             | Sofia Dorotea di Celle                   |  |  |       |  |  |                               |  |  |                        |  |
| Maria di Hannover                 |                           | Giorgio II di Gran Bretagna             |                                          |  |  |       |  |  |                               |  |  |                        |  |
|                                   |                           | Carolina di Brandeburgo-Ansbach         | Giovanni Federico di Brandeburgo-Ansbach |  |  |       |  |  |                               |  |  |                        |  |
|                                   |                           | Carolina di Brandeburgo-Ansbach         | Giovanni Federico di Brandeburgo-Ansbach |  |  |       |  |  |                               |  |  |                        |  |
|                                   |                           | Carolina di Brandeburgo-Ansbach         | Eleonora Erdmuthe di Sassonia-Eisenach   |  |  |       |  |  |                               |  |  |                        |  |
| Carolina Amalia d'Assia-Kassel    |                           | Carolina di Brandeburgo-Ansbach         |                                          |  |  |       |  |  |                               |  |  |                        |  |
|                                   | Cristiano VI di Danimarca | Federico IV di Danimarca                |                                          |  |  |       |  |  |                               |  |  |                        |  |
|                                   | Cristiano VI di Danimarca | Federico IV di Danimarca                |                                          |  |  |       |  |  |                               |  |  |                        |  |
|                                   | Cristiano VI di Danimarca | Luisa di Meclemburgo-Güstrow            |                                          |  |  |       |  |  |                               |  |  |                        |  |
| Federico V di Danimarca           | Cristiano VI di Danimarca |                                         |                                          |  |  |       |  |  |                               |  |  |                        |  |
|                                   |                           | Sofia Maddalena di Brandeburgo-Kulmbach | Cristiano Enrico di Brandeburgo-Kulmbach |  |  |       |  |  |                               |  |  |                        |  |
|                                   |                           | Sofia Maddalena di Brandeburgo-Kulmbach | Cristiano Enrico di Brandeburgo-Kulmbach |  |  |       |  |  |                               |  |  |                        |  |
|                                   |                           | Sofia Maddalena di Brandeburgo-Kulmbach | Sofia Cristiana di Wolfstein             |  |  |       |  |  |                               |  |  |                        |  |
| Guglielmina Carolina di Danimarca |                           | Sofia Maddalena di Brandeburgo-Kulmbach |                                          |  |  |       |  |  |                               |  |  |                        |  |
|                                   |                           | Giorgio II di Gran Bretagna             | Giorgio I di Gran Bretagna               |  |  |       |  |  |                               |  |  |                        |  |
|                                   |                           | Giorgio II di Gran Bretagna             | Giorgio I di Gran Bretagna               |  |  |       |  |  |                               |  |  |                        |  |
|                                   |                           | Giorgio II di Gran Bretagna             | Sofia Dorotea di Celle                   |  |  |       |  |  |                               |  |  |                        |  |
| Luisa di Hannover                 |                           | Giorgio II di Gran Bretagna             |                                          |  |  |       |  |  |                               |  |  |                        |  |
|                                   |                           | Carolina di Brandeburgo-Ansbach         | Giovanni Federico di Brandeburgo-Ansbach |  |  |       |  |  |                               |  |  |                        |  |
|                                   |                           | Carolina di Brandeburgo-Ansbach         | Giovanni Federico di Brandeburgo-Ansbach |  |  |       |  |  |                               |  |  |                        |  |
|                                   |                           | Carolina di Brandeburgo-Ansbach         | Eleonora Erdmuthe di Sassonia-Eisenach   |  |  |       |  |  |                               |  |  |                        |  |
|                                   |                           | Carolina di Brandeburgo-Ansbach         |                                          |  |  |       |  |  |                               |  |  |                        |  |